# Château Lázár
Le château Lázár (roumain : Castelul Lăzar ; hongrois : (gyergyószárhegyi) Lázár-kastély) est un ancien château de la noblesse hongroise situé en Transylvanie, sur la commune de Lăzarea (en hongrois (Gyergyó-szárhegy), dans le Județ de Harghita, en pays sicule (Roumanie).
Il comporte des éléments romans, gothiques et Renaissances.

## Histoire
Le château tire son nom de la famille Lázár. István IV Lázár démolit le manoir médiéval préexistant et fait construire un bâtiment plus grand en réutilisant certaines parties de l'ancien manoir. Le corps de bâtiment le plus ancien date de 1532, le reste date des années 1631-1632. Le château se veut à la mesure de son propriétaire et certains détails en attestent : remparts monumentaux, bastions décorées d'inscriptions et d'armoiries et corniches peintes dans le style Renaissance. Au milieu de la cour se trouvait une prison où les détenus attendaient la décision de justice du seigneur Lázár.
Les futurs princes Gabriel Bethlen (1580-1629) et son frère Étienne y vécurent une partie de leurs jeunesses chez leur oncle.
Partisane de la guerre d'Indépendance de Rákóczi (1703-1711), la famille Lázár voit son château dévasté et incendié par les Habsbourg en 1706-1707. Les bâtiments résidentiels sont gravement atteints, certains murs s'effondrent. Le château est réinvesti par Ferenc IV Lázár - en bons termes avec l'empereur Habsbourg - en 1742. Il le rénove et y ajoute des éléments baroques. Six ans plus tard, le château brûle à nouveau.
Le château est divisé entre trois membres de la famille en 1773 et ce jusqu'au milieu du XIXe siècle, mais seule une partie est habitée.
Il est actuellement dévolu au Centre de Création du județ de Harghita (Hargita megyei kulturális és művészeti központ ou Centrul Județean de Creație). Les descendants de la famille Lázár réclament la restitution du château.

## Galerie

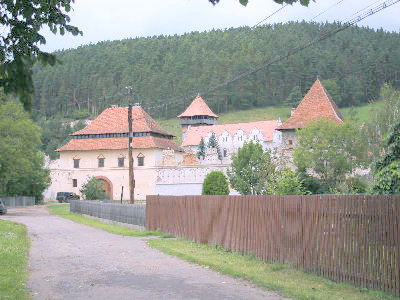
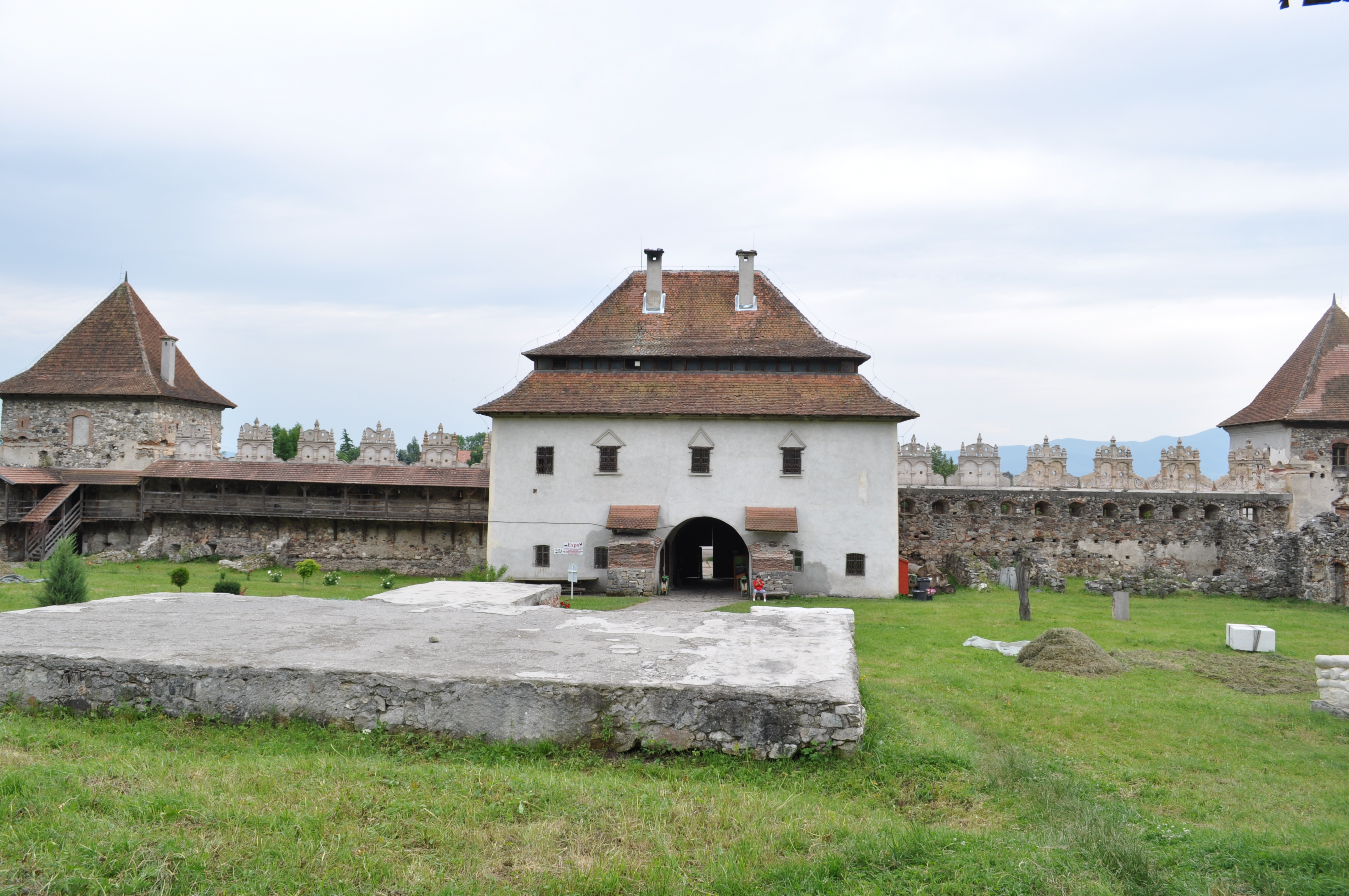
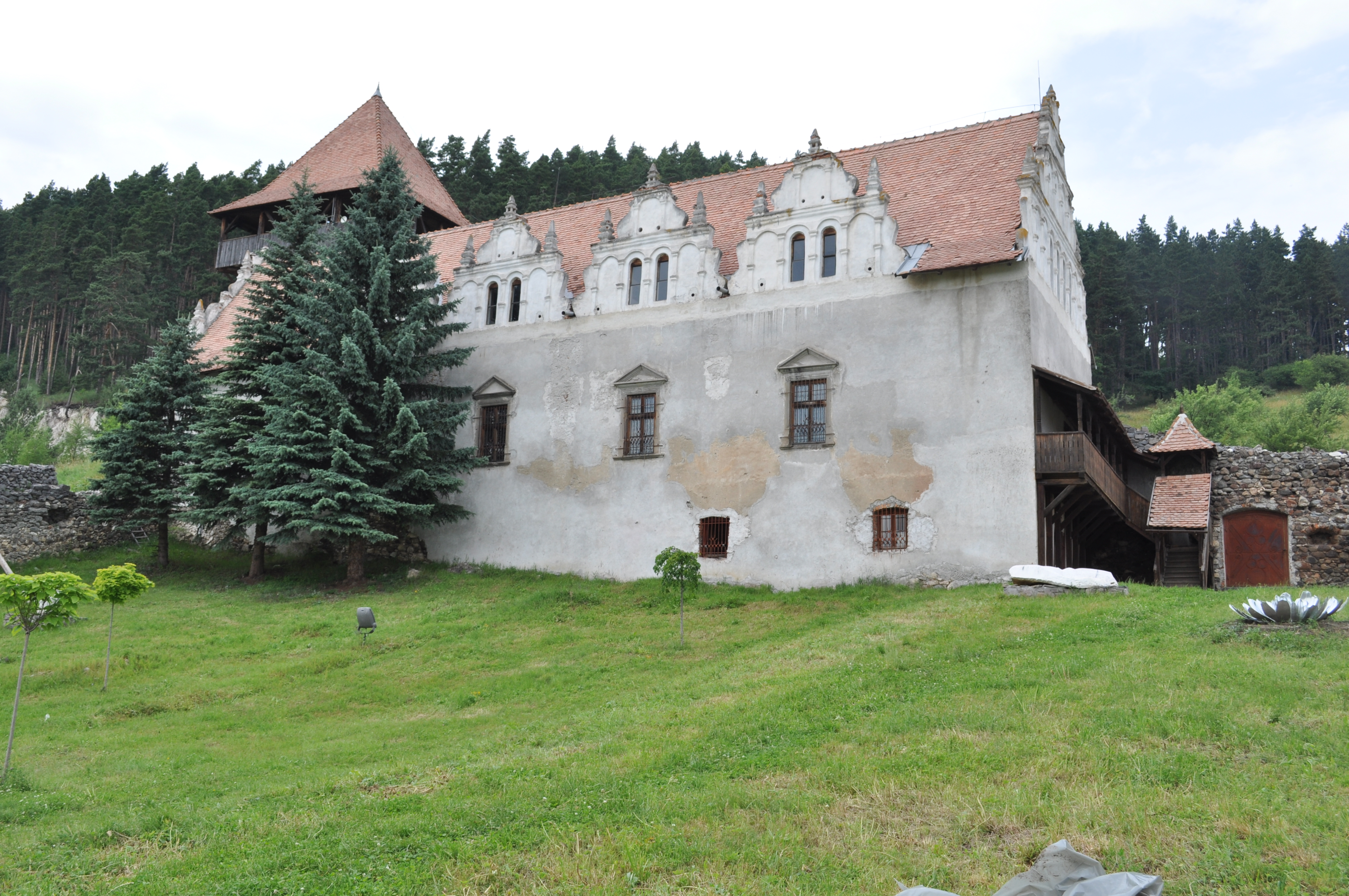
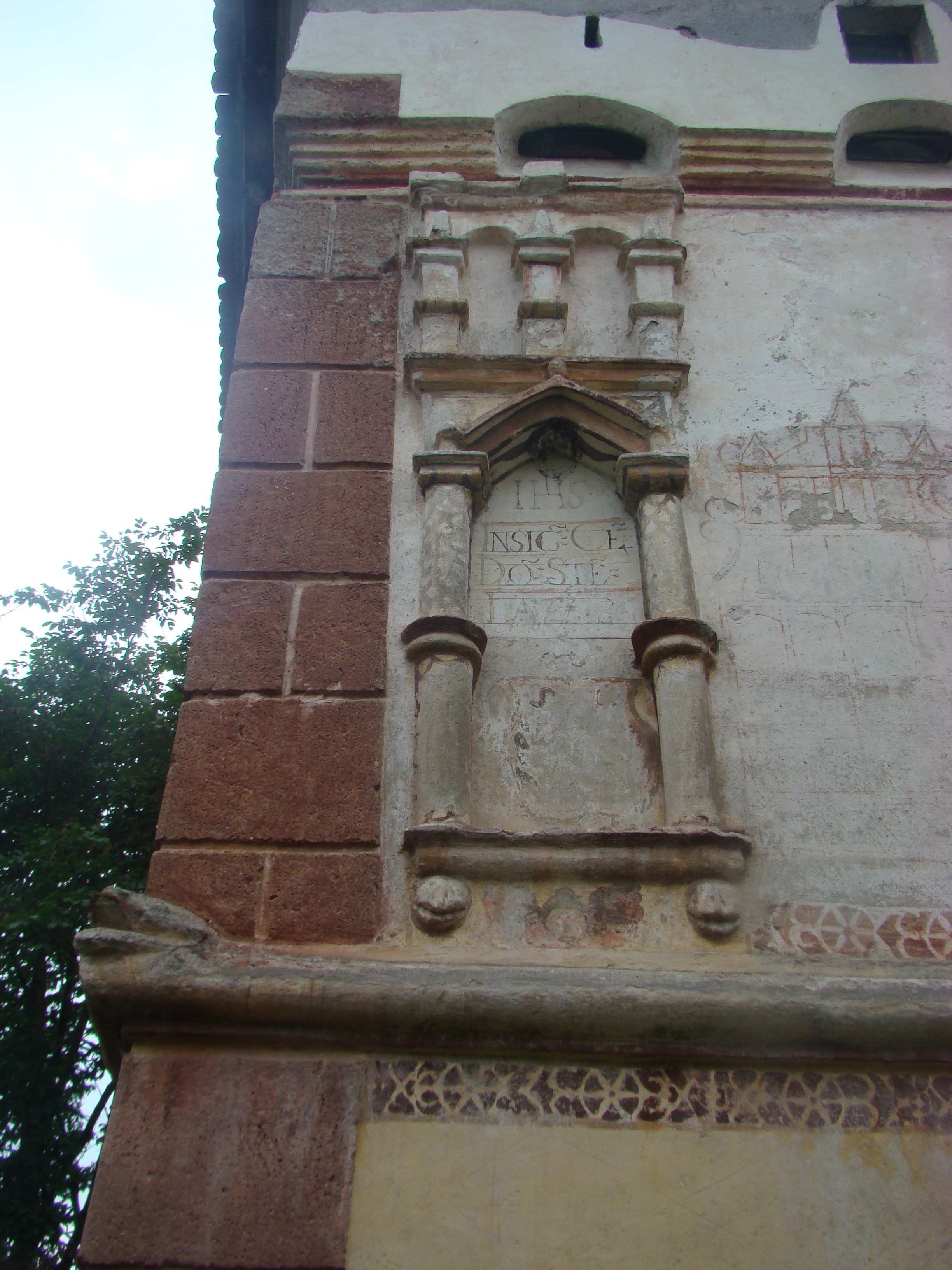
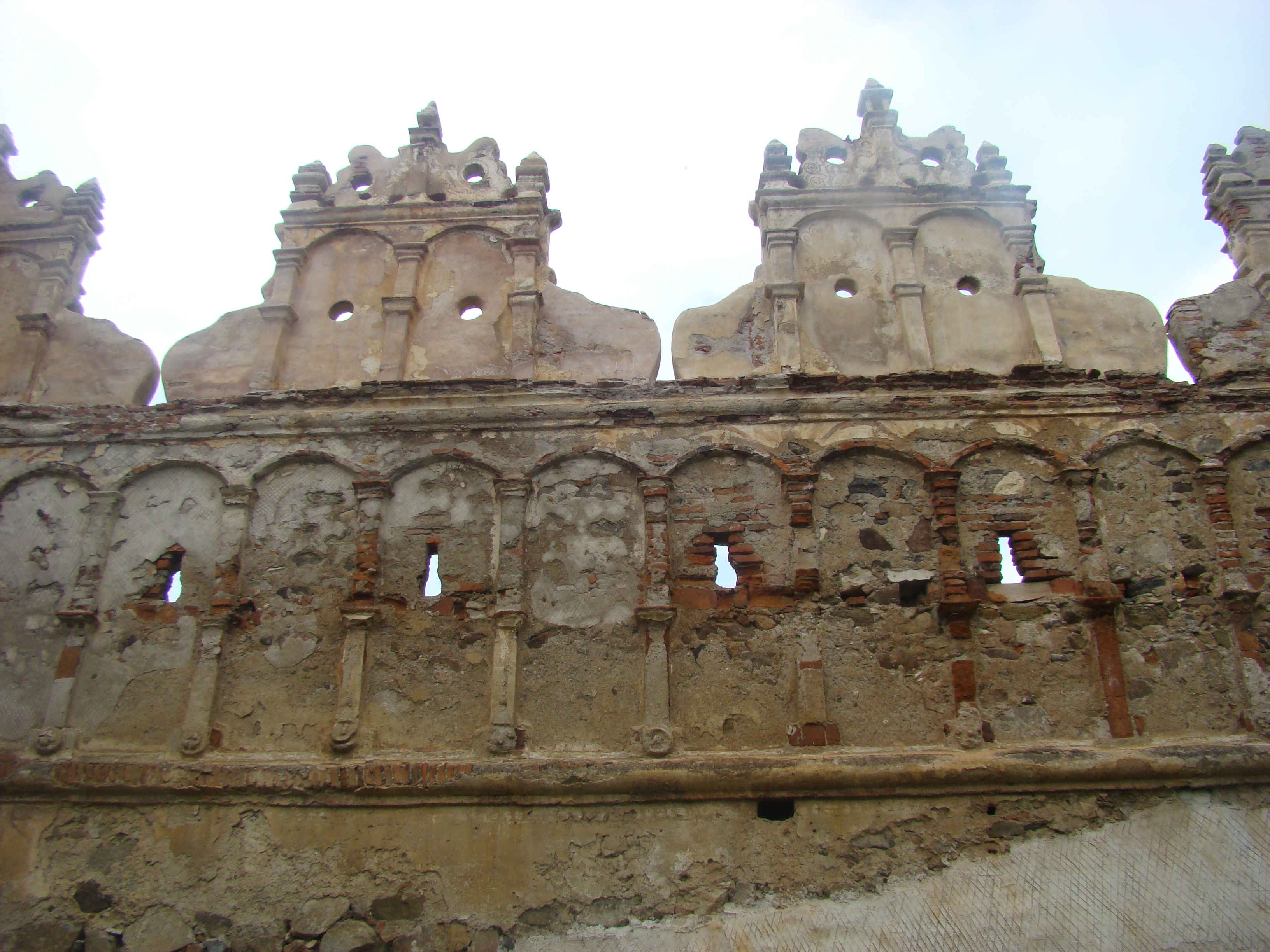
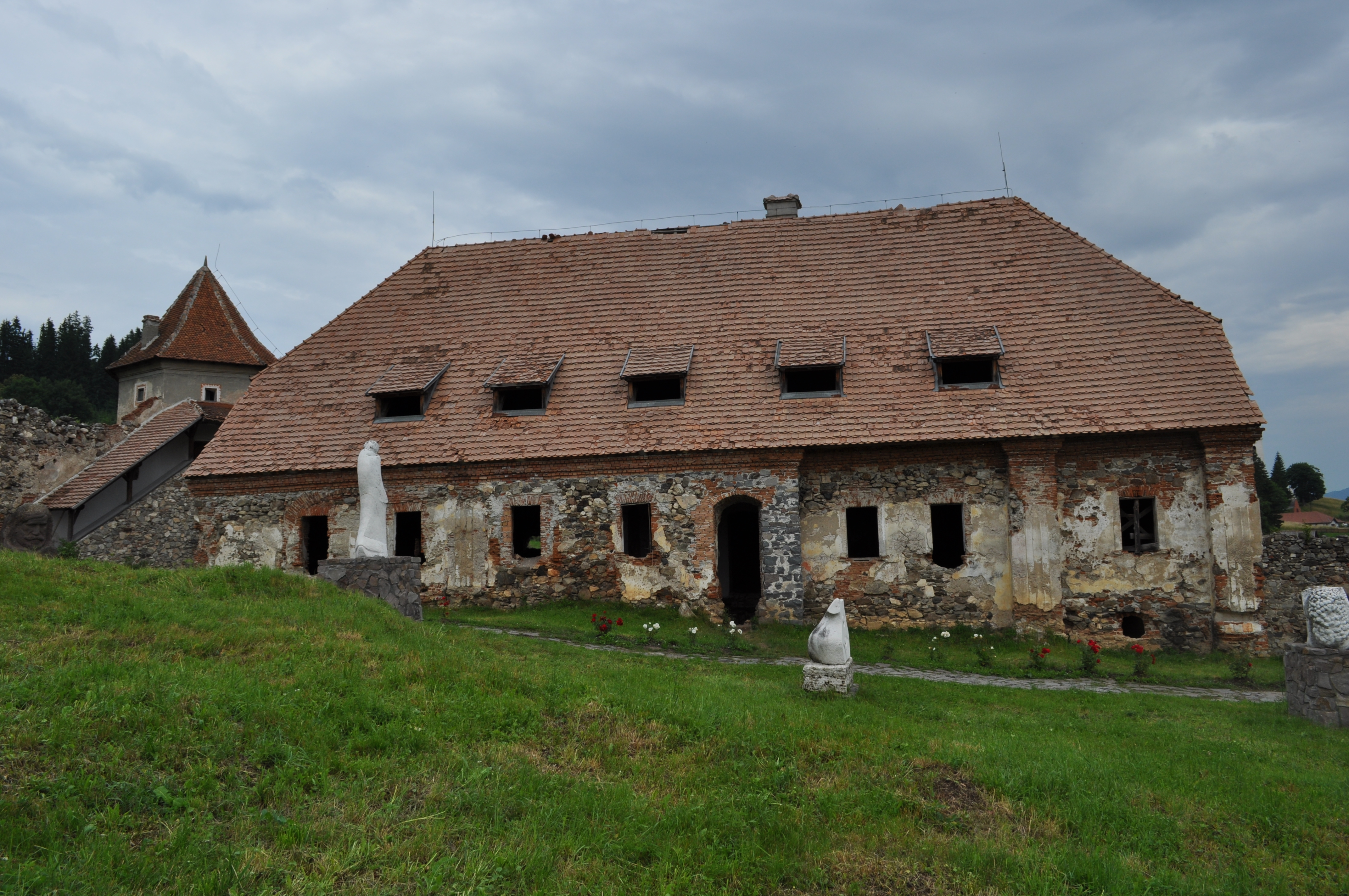

## Sources
- Drăguț, Vasile : Dicționar enciclopedic de artă medievală românescă. București: Editura Științifică și Enciclopedică, 1976.
- Ionescu, Grigore : Arhitectura pe teritoriul României de-a lungul veacurilor. București: Editura Academiei, 1982.
- Ghidul Castelul Lázár din Lăzarea, Centrul de Creație - Lăzarea
- Történelmi családok kastélyai Erdélyben("Histoire familiales des châteaux en Transylvanie"), Miercurea Ciuc, 2011.
- Vofkori László : Székelyföld útikönyve ("Carnet de voyage en Pays Sicule"), Vol. 2, Budapest, 1998.
- Szépréti Lilla : Régi és új világ ("Ancien et Nouveau Monde"), Kolozsvár, 1981.